# Caserta (cognome)
Caserta è un cognome di lingua italiana.

## Varianti
Casertano.

## Origine e diffusione
Cognome tipicamente meridionale, è presente prevalentemente in Campania.
Potrebbe derivare dal toponimo Caserta o da quello di Casertavecchia; è in ogni caso affine al cognome Casa.

## Persone
- Nello Caserta – politico italiano
- Raffaello Caserta – schermidore italiano
- Renato Caserta – giornalista e scrittore italiano